# Ambasciata d'Italia a San Marino
L'Ambasciata d'Italia a San Marino è la missione diplomatica della Repubblica Italiana nella Repubblica di San Marino.
Ha sede nell'ex Istituto per la Protezione degli Orfani e dell'Infanzia, poi diventato ufficio tributario a Città di San Marino.

## Storia
La rappresentanza italiana è l'unica che, oltre ad essere accreditata presso la Repubblica sammarinese, ha una propria sede nel territorio del Titano. Essa si trova in viale Antonio Onofri, 117 presso la Segreteria di Stato per gli Affari Esteri e Politici; in precedenza aveva invece sede in via del Voltone, 55. È stata inaugurata il 26 settembre 2007 e ospita una mostra permanente di quadri e sculture, contenente opere di Arnaldo Pomodoro e di altri artisti contemporanei, allestita grazie alla Cassa di Risparmio della Repubblica di San Marino (Carisp) e dell'Istituto Bancario Sammarinese.
Nel 2016 l'Ambasciata d'Italia a San Marino ha aderito alle Giornate Europee del Patrimonio, attraverso l'iniziativa organizzata dalla Soprintendenza Archeologia, Belle Arti e Paesaggio per le provincie di Ravenna, Forlì-Cesena e Rimini, con l'apertura straordinaria della sede effettuata il 24 settembre 2016.